# Porta Bologna (Pieve di Cento)
Porta Bologna, insieme a Porta Asìa, Porta Cento e Porta Ferrara, è un edificio storico di difesa utilizzato come torre armata per vegliare l'accesso a Pieve di Cento. Le porte sono state erette in legno nel XIII secolo, per poi essere ricostruite in muratura nel corso degli anni. Il nome odierno della porta indica la direzione stradale: verso la città di Bologna. Si trova rivolta a Sud.

## Storia
A partire dal XIII secolo, Pieve di Cento era circondata da un fossato e da un terrapieno fortificato con palizzata. Quattro porte in legno, che fungevano anche da torri armate, segnavano l'ingresso al paese. Il fossato e il terrapieno vennero smantellati a fine XX secolo, mentre le porte sorvegliano ancora gli accessi al paese. A completare l'assetto difensivo, era presente anche la Rocca, un baluardo difensivo ancora oggi visitabile
La sua ricostruzione da una struttura lignea ad una struttura in muratura avvenne a fine XIV secolo, in seguito alla riedificazione delle altre tre porte. A fine XVII secolo la porta divenne una abitazione, per poi tornare alla sua struttura originaria con il restauro del 2004.
In seguito al terremoto del 2012 la porta è stata restaurata. Dal 2015, nei locali interni, si trova una delle due sedi del Museo delle Storie di Pieve (l'altra sede è presso la Rocca), e più precisamente si trova l'archivio fotografico digitale "Giovanni Melloni" (1874 - 1948). All'interno, tramite una libreria touch-screen, è possibile conoscere la storia locale da inizio XX secolo ai giorni nostri.